# Lepilemur microdon
Lepilemur microdon är en däggdjursart som först beskrevs av Major 1894.  Lepilemur microdon ingår i släktet vesslemakier, och familjen Lepilemuridae. IUCN kategoriserar arten globalt som otillräckligt studerad. Inga underarter finns listade i Catalogue of Life.
Arten är med en kroppslängd (huvud och bål) av 27 till 32 cm, en svanslängd av 25 till 29 cm och en vikt av 0,9 till 1,2 kg en ganska stor vesslemaki. På ovansidan förekommer rödbrun päls med en mörk längsgående linje på ryggens mitt och undersidan är täckt av ljusgrå till ljusbrun päls med gul skugga. Även ansiktet är ljusare än ryggen. Svansen har samma färg som ovansidan och den blir mörkare fram till spetsen. Lepilemur microdon kan skiljas från muslemurer (främst släktet Cheirogaleus) som lever i samma region genom sin större storlek och sin hoppande rörelse. Arter av Cheirogaleus går på fyra fötter över grenar. Arten saknar den vita fläcken på lårens baksida som förekommer hos ullmakier (Avahi).
Denna primat förekommer endemisk på östra Madagaskar. Arten vistas i regnskogar med tät undervegetation.
Individerna är aktiva på natten. De vilar på dagen i trädens håligheter eller gömd i bladverket. Lepilemur microdon äter blad, frukter och blommor. Den är inte lika högljudd som vesslemakier som lever i mera öppna landskap.

## Bildgalleri

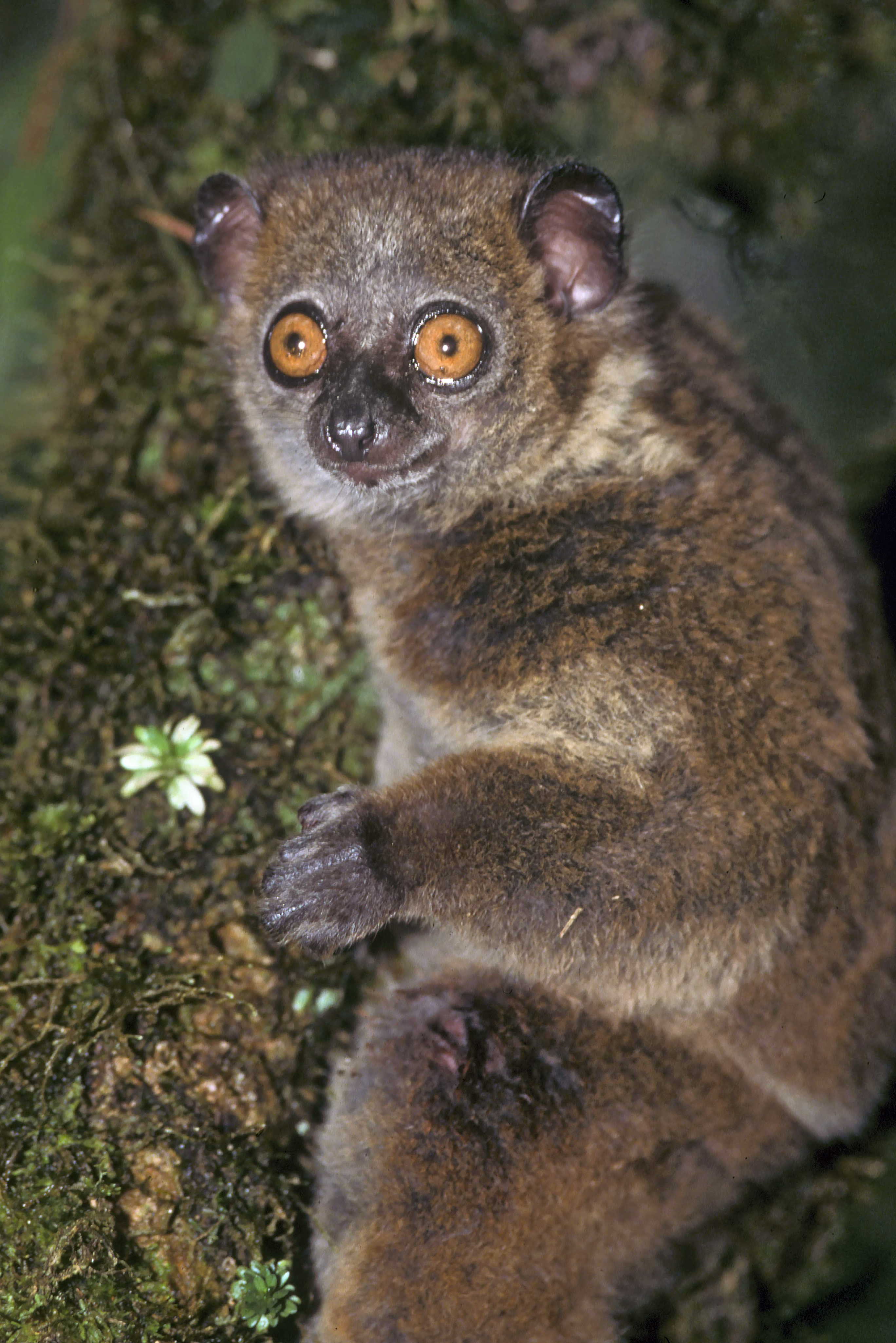
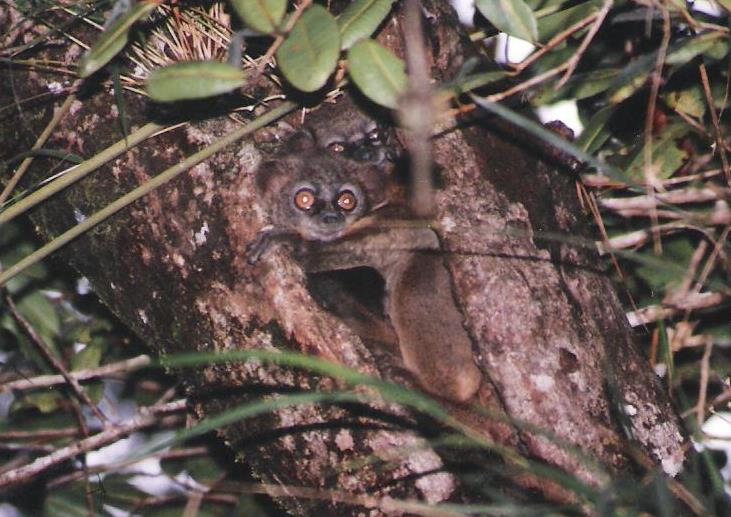